# Brzeźce (Silésie)
Pour les articles homonymes, voir Brzeźce.
Brzeźce [bʐɛɕt͡sɛ] (allemand: Brzestz) est un village dans le Powiat de Pszczyna, voïvodie de Silésie, dans le sud de la Pologne.
Il se trouve à environ 10 km à l'ouest de Pszczyna et à 35 km au sud-ouest de la capitale régionale de Katowice.